# القرموطي في أرض النار (فلم)
القرموطي في أرض النار هو فيلم مصري، من تأليف محمد نبوي وعلاء حسن، وإخراج أحمد البدري، ومن إنتاج أحمد السبكي  ومن بطولة أحمد آدم.

## نبذة
يدور الفيلم حول استخدام القرموطي للتكنولوجيا، حيث يُبين دورها في الأحداث التي تقع وكيف غيرت حياة الناس، كما يتعرض لنقطة رغبة الناس في التقليد الأعمى لكل ما يشاهدوه في وسائل التواصل الاجتماعي، وحينما يسافر القرموطي لقضاء إجازة المصيف يقع له حادث يجعله يقع أسيرًا لتنظيم داعش، الذي يوضح من خلاله مدى فهمهم الخاطئ للدين، وتأثير الجهل عليهم وعلى من يتبعهم، وهناك يكون أمامه أكثر من سيناريو؛ مابين الانضمام للتنظيم، أو محاولة تصحيح وجهات النظر، أو الهروب.

## القصة كاملة
يشتري القرموطي (أحمد آدم) شاشة ثلاثية الأبعاد، لكنه لا يفرح بها كثيراً، لتعرض منزله لحريق كبير، وأثناء سعيه لجمع التبرعات لإصلاح منزله، يُفاجأ بانتشار الأفكار المتطرفة بين المجتمع، ويتصدى القرموطي لتلك الأفكار. ويُفاجأ القرطومي بأن ميدو (محمد عادل)، ابن جاره حسن (علاء زينهم)، الذي يدرس في كلية الهندسة في جامعة أسيوط، قد رجع ممتلئ بالأفكار المتطرفة التي غذاها فيه بعض الأفراد مثل الشيخ سماحة (أحمد صيام)، فيقوم القرموطي بطرد ميدو من منزله، ولا يبدي والداه أي اعتراض على ذلك.
يذهب القرموطي مع زوجته نرجس وعديله حسبهُ في رحلة لصيد الأسماك على الشاطئ، مدعياً معرفته بتقنية جي بي إس، ويبتعد المركب كثيراً عن الشاطئ حتى جاء الليل، ويصدم القارب بمركب آخر، ويعتقد كلّ واحدٍ أن رفقاءه غرقوا. يجد القرموطي نفسه على السواحل الليبية قرب سرت. يقوم تنظيم الدولة الإسلامية في ليبيا باعتقاله لاعتقادهم أنه أحد أفراد جبهة النصرة، ثم يقررون إعدامه. لكن جاره ميدو، عضو التنظيم، ينقذه لتأكده من عدم ارتباطه بجبهة النصرة.
يكتشف القرموطي أن زوجته ضمن سبايا التنظيم، ويأخذها باعتبارها سبية، لكن أفراد التنظيم يكتشفون لاحقاً أنها زوجته. يقوم التنظيم بتكليف القرموطي وزوجته نرجس بتفجير مديرية أمن القاهرة بسيارة مفخخة، ويكلفون ميدو بمراقبته لكي لا يهرب. تنجح نرجس في الهروب والقبض على ميدو بمساعدة المواطنين، فيما ينجح القرموطي بتفجير السيارة في الصحراء بعيداً عن المديرية، ويلقي الأمن المصري القبض على أفراد التنظيم.

## إنتاج الفيلم
مشهد إعدام الأسرى الذين كان القرموطي من ضمنهم، يحاكي مشهد إعدام الأقباط المصريين من قبل تنظيم الدولة الإسلامية في ليبيا (مدينة سرت)، في الفيديو المنشور يوم 15 فبراير 2015، كما ظهرت في الفيلم مشاهد أرشيفية للغارات المصرية على تنظيم الدولة في ليبيا بعد يوم من نشر ذلك الفيديو.

## طاقم التمثيل
- أحمد آدم بدور (القرموطي)[11]
- أحمد صيام بدور (الشيخ سماحه)
- علاء مرسي بدور (حسبو - زوج زوزو)
- بدرية طلبة بدور (نرجس - زوجة القرموطي)
- شيماء سيف بدور (زوزو - أخت نرجس)
- محمود حافظ بدور (أبوبكر القرشي - الأمير)
- علاء زينهم بدور (حسن - والد ميدو)
- محمد عادل بدور (محمد حسن (ميدو))
- مظهر أبو النجا بدور (الشاويش عبد البر)
- أيمن الشيوي بدور (مسئول الأمن)
- عفاف رشاد بدور (والدة ميدو)
- هاني العريني[12]
- شيماء مصطفى
- حسين أبو حجاج بدور (مدرب المجاهدين)
- ماجد محروس
- حازم فؤاد بدور (صاحب البيت)
- سامر المنياوي
- مجدي السباعي بدور (الشيخ منعم)
- رويدا رضا بدور (طفلة)
- محمد فايز بدور (ميدو)
- أحمد عبدالمجيد بدور ظابط الاطفاء
- جمال عبدالرازق بدور (أيهم )
- ياسر علي ماهر
- محمود حافظ

## الاستقبال
عند اصدار إعلان فيلم القرموطي في أرض النار، وصل عدد مشاهدات ترايل الفيلم أكثر من 600 ألف مشاهدة في أقل من اسبوع على موقع الفيديوهات الشهير اليوتيوب كما يستعد لطرحه خلال موسم اجازه منتصف العام.

## الانتقاد
تقدم النائب مهدي العمدة أبو زريبة البرلماني عن محافظة مرسى مطروح بمذكرة إلى الدكتور علي عبدالعال، رئيس مجلس النواب، يطالب فيها بوقف عرض الفيلم اعتراضا على مشهد يصف فيه جموع أهالي وأبناء المحافظة بـالدواعش.

## الهوامش
- آخر عمل سينمائي قدمه أحمد آدم كان عام 2008 حينما قام ببطولة فيلم (شعبان الفارس).
- المرة الثانية التي يقدم فيها أحمد آدم شخصية القرموطي في السينما بعد فيلم (معلش احنا بنتبهدل) في عام 2005.

## روابط خارجية
- القرموطي على أرض النار عبر اليوتيوب

- مقالات تستعمل روابط فنية بلا صلة مع ويكي بيانات